# Samuel Gotard Łaski
Samuel Gotard Łaski (ur. po 1553, zm. 1611) – polski dyplomata, rotmistrz i sekretarz króla Zygmunta III Wazy.

## Życiorys
Syn działacza reformacji Jana Łaskiego, brał udział w poselstwie do Sztokholmu w czasie konfliktu między Zygmuntem III Wazą a Karolem Sudermańskim w lutym 1598. Latem tego samego roku w ariergardzie wojsk króla na czele wojsk polskich zajął Sztokholm.
W 1590 zawarł związek małżeński z Zofią Kiszynkówną vel Kizynkówną lub von Königseck, wdową po Stanisławie Kostce, podkomorzym chełmińskim, który w latach 1577-1587 na Łotwie  był starostą w Mālpils, dawniej Lemburg.